# Asterias rathbuni
Asterias rathbuni là tên của một loài sao biển thuộc họ Asteriidae và là loài bản địa của vùng biển Thái Bình Dương ở Alaska, Hoa Kỳ và vùng Viễn Đông Nga. Loài này có 2 phân loài.
Vào năm 2008, Christopher Mah công nhận hai phân loài bên dưới và đưa vào cơ sở dữ liệu sinh vật biển:
- A. rathbuni ssp. rathbuni (Verrill, 1909)
- A. rathbuni ssp. crassispinis Djakonov, 1950

## Mô tả
Loài sao biển này có 5 cánh, vỏ trên lưng của nó có hình mắt lưới và hơi mềm (có lẽ là do người ta bảo quản mẫu vật quan sát bằng rượu khiến nó bị mềm nhũn). Ngoài ra, nó còn nhiều chân kìm nhỏ (một cấu trúc giống càng cua) ở mặt trên và mặt bên. Mặt trên cũng có nhiều gai. Chiều dài cánh là 17 cm và trung bình thì tỉ lệ của chiều dài cánh và phần trung tâm là 4,3:1. Ấu trùng của nó là sinh vật phù du.
Những mô tả trên giống với Asterias rollestoni, nhưng giữa 2 loài này khác nhau ở chỗ nó ít gai ở gần miệng, nhưng gai trên lưng và ở mặt bên thì dài, lớn hơn. Khi so sánh với Asterias versicolor thì nó nhiều gai ở lưng và mặt bên hơn (dù nhỏ hơn). Nó cũng khác với Asterias amurensis ở chỗ là có nhiều gai ngắn hơn.

## Phân bố và môi trường sống
Người dân ở biển Okhotsk tại Nga và ở quanh quần đảo Aleutian tại Mỹ, cũng như là ở biển Bering. Độ sâu mà nó sinh sống là từ 9 đến 170 mét.